# Actinochaetopteryx bivittata
Actinochaetopteryx bivittata är en tvåvingeart som beskrevs av Dear och Crosskey 1982. Actinochaetopteryx bivittata ingår i släktet Actinochaetopteryx och familjen parasitflugor.
Artens utbredningsområde är Filippinerna. Inga underarter finns listade i Catalogue of Life.